# Celebridades (álbum de Paulina Rubio)
Este Disco de colección que tiene CD y DVD es una Compilación de sus mejores canciones y sus presentaciones en vivo.

## CD
| #  | Canción                    | Compositor                                       | Álbum            | Duración |
| -- | -------------------------- | ------------------------------------------------ | ---------------- | -------- |
| 1  | Amor De Mujer              | Difelisatti; José Ramón Florez; Valle            | La Chica Dorada  | 3:50     |
| 2  | Corazón tirano             | Fredy Marugán; José Ramón Florez                 | 24 Kilates       | 3:51     |
| 3  | Mío                        | Valle; José Ramón Florez                         | La Chica Dorada  | 3:33     |
| 4  | Te Daría Mi Vida           | Carlos Sánchez; Cesar Valle                      | El Tiempo Es Oro | 4:12     |
| 5  | Siempre Tuya Desde la Raíz | César lemos; Karla Aponte; Rodolfo Castillo      | Planeta Paulina  | 4:39     |
| 6  | Nieva, Nieva               | Carlos Sánches; Cesar Valle; Mari-Carmen Sánches | 24 Kilates       | 3:31     |
| 7  | Enamorada                  | Paulina Rubio; Cecar Valle                       | Planeta Paulina  | 3:27     |
| 8  | Sangre Latina              | Flores; José Ramón Florez; Valle                 | La Chica Dorada  | 3:36     |
| 9  | Me estoy enamorando        | Carlos Sánchez; Cesar Valle                      | El Tiempo Es Oro | 3:35     |
| 10 | La Chica Dorada            | Difelisatti; José Ramón Florez-Valle             | La Chica Dorada  | 3:08     |
| 11 | Él Me Engañó               | Cesar Valle; Don Matamoros                       | 24 Kilates       | 4:09     |
| 12 | Sabor A Miel               | José Ramón Flores                                | La Chica Dorada  | 3:33     |
| 13 | El Primer Amor             | (Aleks Syntek)                                   | La Chica Dorada  | 3:17     |
| 14 | Nada de Ti                 | Marco Flores                                     | El Tiempo Es Oro | 3:31     |
| 15 | Hoy Te Dejé De Amar        | Marco Flores                                     | El Tiempo Es Oro | 4:55     |
| 16 | Asunto de Dos              | Don Matamoros                                    | 24 Kilates       | 3:40     |
| 17 | Pobre niña rica            | Marco Flores                                     | Planeta Paulina  | 4:25     |
| 18 | Dime Si Soy Sexy           | Flores; José Ramón Florez-Valle                  | La Chica Dorada  | 3:56     |

## DVD
| #  | Canción                    | Compositor                                       | Álbum            | Duración |
| -- | -------------------------- | ------------------------------------------------ | ---------------- | -------- |
| 1  | Amor De Mujer              | Difelisatti; José Ramón Florez; Valle            | La Chica Dorada  | 3:50     |
| 2  | Mío                        | Valle; José Ramón Florez                         | La Chica Dorada  | 3:33     |
| 3  | Te Daría Mi Vida           | Carlos Sánchez; Cesar Valle                      | El Tiempo Es Oro | 4:05     |
| 4  | Nieva, Nieva               | Carlos Sánches; Cesar Valle; Mari-Carmen Sánches | 24 Kilates       | 4:13     |
| 5  | Él Me Engañó               | Cesar Valle; Don Matamoros                       | 24 Kilates       | 4:09     |
| 6  | Sabor a Miel               | José Ramón Flores                                | La Chica Dorada  | 3:27     |
| 7  | Nada de Ti                 | Marco Flores                                     | El Tiempo Es Oro | 3:28     |
| 8  | Pobre niña rica            | Marco Flores                                     | Planeta Paulina  | 4:22     |
| 9  | Siempre tuya desde la raíz | César lemos; Karla Aponte; Rodolfo Castillo      | Planeta Paulina  | 4:39     |
| 10 | miel y sal                 | Karla Aponte; César Lemus                        | Planeta Paulina  | 5:06     |

- Datos: Q3664201